# Hysteropterum piceovenosum
Hysteropterum piceovenosum är en insektsart som beskrevs av Puton 1887. Hysteropterum piceovenosum ingår i släktet Hysteropterum och familjen sköldstritar. Inga underarter finns listade i Catalogue of Life.